# Tehuacania howdeni
Tehuacania howdeni är en skalbaggsart som beskrevs av S. Endrödi 1975. Tehuacania howdeni ingår i släktet Tehuacania och familjen Dynastidae. Inga underarter finns listade i Catalogue of Life.